# 钱乘旦

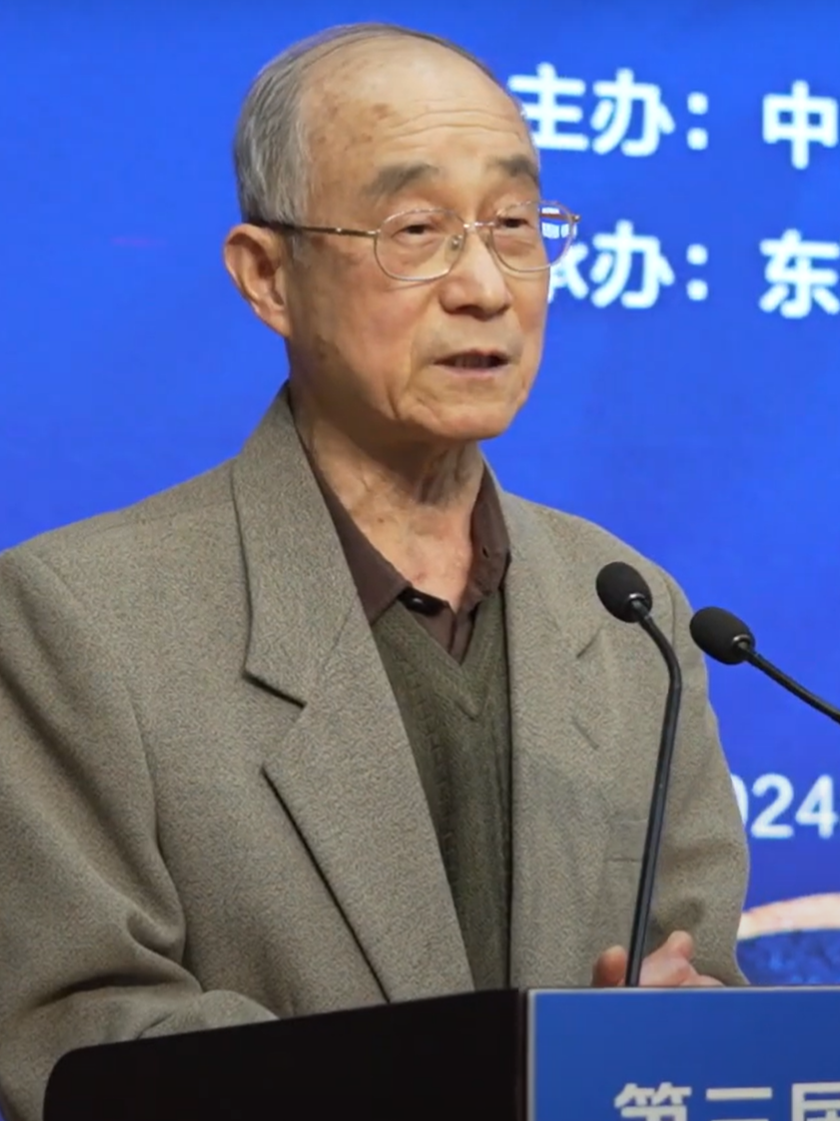
2024年的钱乘旦

钱乘旦（1949年7月—），男，江苏金坛人，中国历史学家，主要研究方向是世界现代化进程和英國史。现为北京大学历史系教授，博士生导师。

## 生平
1968年，他被下放到苏北劳动。1973年，作为工农兵大学生考入南京师范学院英语系，1976年毕业。1978年考入南京大学历史系，1985年毕业，获博士学位。其后曾赴哈佛大学和爱丁堡大学进行博士后研究。
回国后先后任教于南京大学、澳门科技大学和北京大学。后来担任「中央政治局集体学习大国兴哀史」的主讲者。钱乘旦是英国皇家历史学会通讯院士，并曾出任北京大学世界史研究院院长和中国英国史研究会会長。

## 家庭
父亲钱闻是金坛中学的第一任校长，与华罗庚交往甚密。

## 著作
他的主要著作有《走向現代國家之路》、《第一個工業化社會》、《在傳統與變革之間—英國文化模式溯源》、《工業革命與英國工人階級》、《英國通史》、《二十世紀英國》、《寰球透視：現代化的迷途》、《世界現代化進程》、《歐洲文明：民族的衝突與融合》、《西方那一块土》等；主編《英聯邦國家現代化研究叢書》、《當代資本主義研究叢書》